# Dom Perkuna
Dom Perkuna (lit. Perkūno namas) – kamienica kupiecka zbudowana w Kownie w stylu gotyckim na początku XVI wieku. Zlokalizowano go przy drodze prowadzącej od przystani rzecznej na rynek miejski. W 1441 roku został podpisany traktat z kupcami gdańskimi, który umożliwił prowadzenie im działalności w Kownie, Fundatorami budynku byli prawdopodobnie hanzeatyccy kupcy z Gdańska, a budynek miał pełnić rolę ich Kantoru handlowego. Przypuszczalnie projektantem budynku był gdańszczanin Michał Enkinger. Sprawami Kantoru zawiadywał zarząd, na którego czele stali wybierani corocznie dwaj „starsi”, zatwierdzani przez Radę Miasta Gdańska. W 1448 r. jego przełożonymi byli Hans Meynrick i Mikołaj Ranow.  Siedziba kupców gdańskich mieściła się w budynku do 1532 roku.
W drugiej połowie XVI wieku kamienica została kupiona przez jezuitów, którzy urządzili w nim w 1643 roku kaplicę. Po kasacie zakonu jezuitów i klasztoru w 1773 roku, budynek uległ dewastacji. W pierwszej połowie XIX wieku wyremontowany, mieściła się w nim szkoła i teatr, do którego uczęszczał Adam Mickiewicz. Następnie ponownie zdewastowany, do czasu gdy (pod koniec XIX wieku) przeznaczono go na szkołę cerkiewną. W tym też czasie nazwano go dzisiejszą nazwą. Od 1928 roku ponownie własność jezuitów, którzy umieścili w nim internat.
Obecnie mieści się w nim muzeum Adama Mickiewicza.
W tym budynku urodził się polski historyk (jezuita) Wojciech Wijuk Kojałowicz (1609–1677).

## Architektura
Późnogotycki szczyt w stylu gotyku płomienistego stylistycznie przypomina fasadę kościoła św. Anny w Wilnie. Około roku 1500 pojawiły się w Gdańsku saskie „łamane” maswerki, z którymi można łączyć formy zastosowane na szczycie kantoru kupców gdańskich.